# Karolina Borchardt
Karolina Borchardt, właśc. Karolina Borchardt-Furmankiewicz z domu Straczewska (ur. 25 listopada 1920 w Bobrujsku, zm. 4 maja 2011 w Konstancinie-Jeziornie) – polska aktorka teatralna i filmowa.

## Życiorys

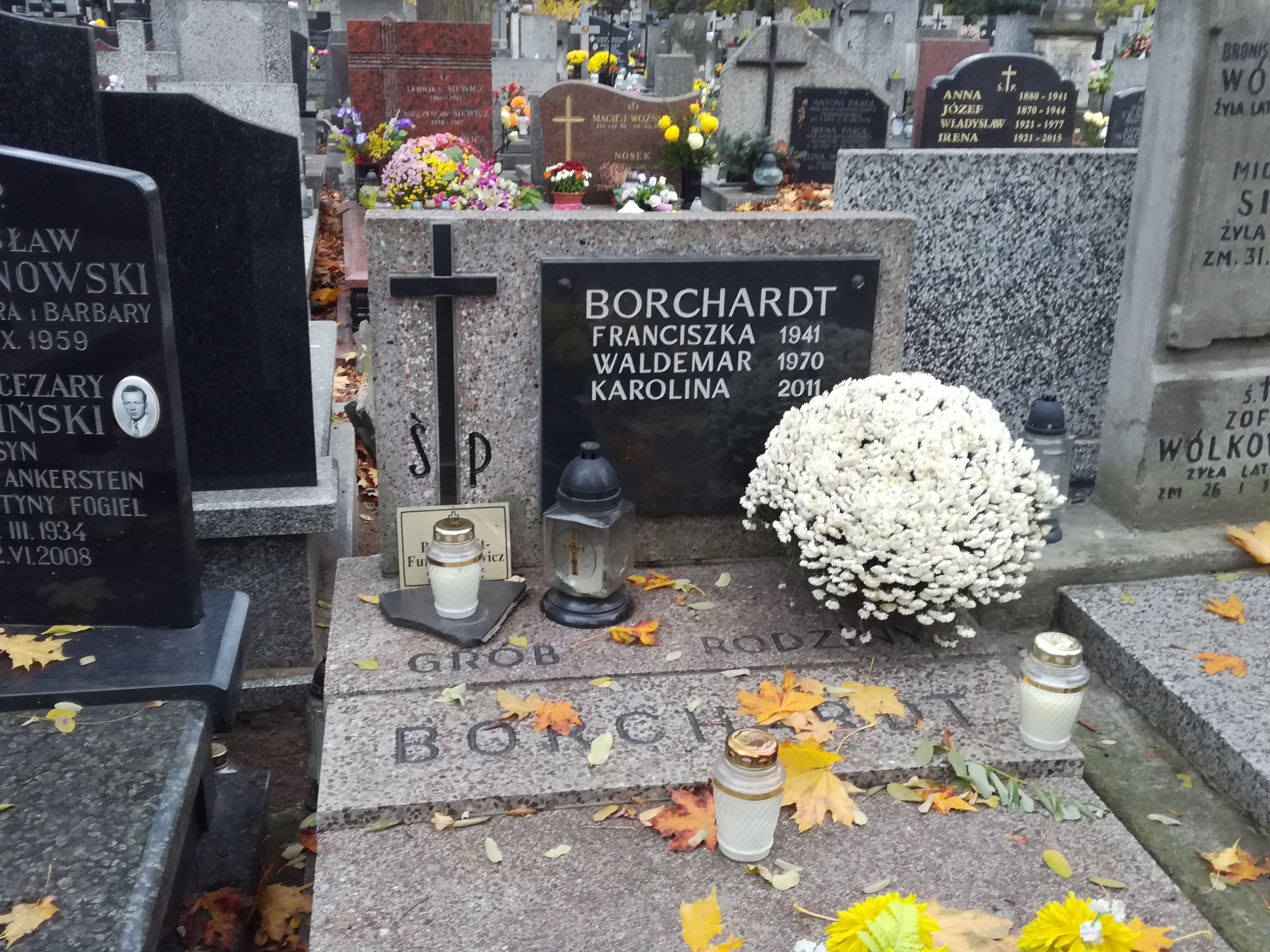
Grób Karoliny Borchardt na cmentarzu Bródnowskim

W maju 1939 ukończyła prywatne gimnazjum, wybuch wojny odsunął w czasie plany rozpoczęcia nauki w szkole aktorskiej. Podczas II wojny światowej walczyła w szeregach Armii Krajowej, brała udział w powstaniu warszawskim. Dopiero w 1945 Karolina Borchardt-Furmankiewicz rozpoczęła studia na Wydziale Aktorskim łódzkiej Państwowej Wyższej Szkoły Teatralnej, które ukończyła trzy lata później. Przez jeden sezon grała w Teatrze Wojska Polskiego w Łodzi, po czym na dwa sezony przeniosła się do Teatru Dramatycznego im. Aleksandra Węgierki w Białymstoku. W sezonie 1952/1953 zagrała w powstałym wówczas Teatrze im. Stefana Jaracza w Łodzi. W 1953 przeniosła się do Warszawy i dołączyła do zespołu Teatru Domu Wojska Polskiego, dwa lata później teatr zmienił nazwę na Teatr Dramatyczny. Karolina Borchardt grała w nim do przejścia na emeryturę w 1987. Zmarła w Domu Aktora w Skolimowie 4 maja 2011, 10 maja tego roku spoczęła na cmentarzu Bródnowskim (kwatera 26B-1-6).

## Odznaczenia
- Krzyż Kawalerski Orderu Odrodzenia Polski (11 listopada 1990)[1]
- Warszawski Krzyż Powstańczy